# Страны Северной Европы

Красным и оранжевым выделены страны Северной Европы, красным скандинавские страны

Стра́ны Се́верной Евро́пы — культурно-политико-географический регион в Северной Европе и Северной Атлантике, включающий в себя государства Скандинавии — Данию (вместе с Гренландией, которая физико-географически относится к Северной Америке, и Фарерскими островами), Швецию и Норвегию — и исторически связанные с ними государства — Финляндию (вместе с Аландскими островами) и Исландию. Иногда все эти государства называют скандинавскими странами или Скандинавией, что не совсем корректно.

## Страны Северной Европы
В русском языке, термин страны Северной Европы традиционно используется для перевода скандинавского термина Norden и английского Nordic countries. Он включает в себя понятие Скандинавия, но гораздо шире последнего. В понятие Скандинавия, как правило, не включают территории, находящиеся за пределами Европы (Гренландия), острова, находящиеся на большом удалении от Скандинавского полуострова (Исландия, Ян Майен, Шпицберген и Фарерские острова) и Финляндию. В этом значении, выражению страны Северной Европы соответствует Norden в скандинавских языках (датском, норвежском и шведском), а также Nordic countries в английском.

## Северная Европа по классификации ООН
С 2017 года, согласно классификации ООН, к Северной Европе относятся Ирландия, Великобритания, Норвегия, Исландия, Дания, Швеция, Финляндия, а теперь и Литва, Латвия и Эстония. В 2017 году ООН изменила статус Литвы, Латвии и Эстонии. Теперь страны Балтии относятся к Северной Европе вместо Восточной. В английском языке выражение Northern Europe «Северная Европа» не является эквивалентным понятию Nordic countries «страны Северной Европы».

## Географическое положение
Страны Северной Европы расположены в северо-западной части Европы (Финляндия, Швеция, Дания, Норвегия) и на островах северной Атлантики (Фарерские острова, Исландия, Гренландия) и Северного Ледовитого океана (Шпицберген). В данное понятие включается Гренландия, расположенная в Северной Америке, из-за её тесных исторических и культурных связей с Данией, частью которой она является.
Все страны Северной Европы расположены севернее параллели 54 градусов северной широты, однако на их климат оказывает смягчающее действие тёплое Норвежское течение, являющееся продолжением Гольфстрима. Северный полярный круг проходит через территорию Финляндии, Швеции, Норвегии и Гренландии (автономия в составе Дании). Исландия находится вне полярного круга, за исключением северной части её территориальных вод и нескольких небольших островков.
Для всех стран Северной Европы характерна протяженная линия морского побережья и наличие большого числа островов и архипелагов. На юго-востоке и юге регион отделён от остальной части Европы Балтийским морем и Северным морем. Норвегия и Финляндия имеют сухопутную границу с Россией, а Дания — с Германией.

## Население

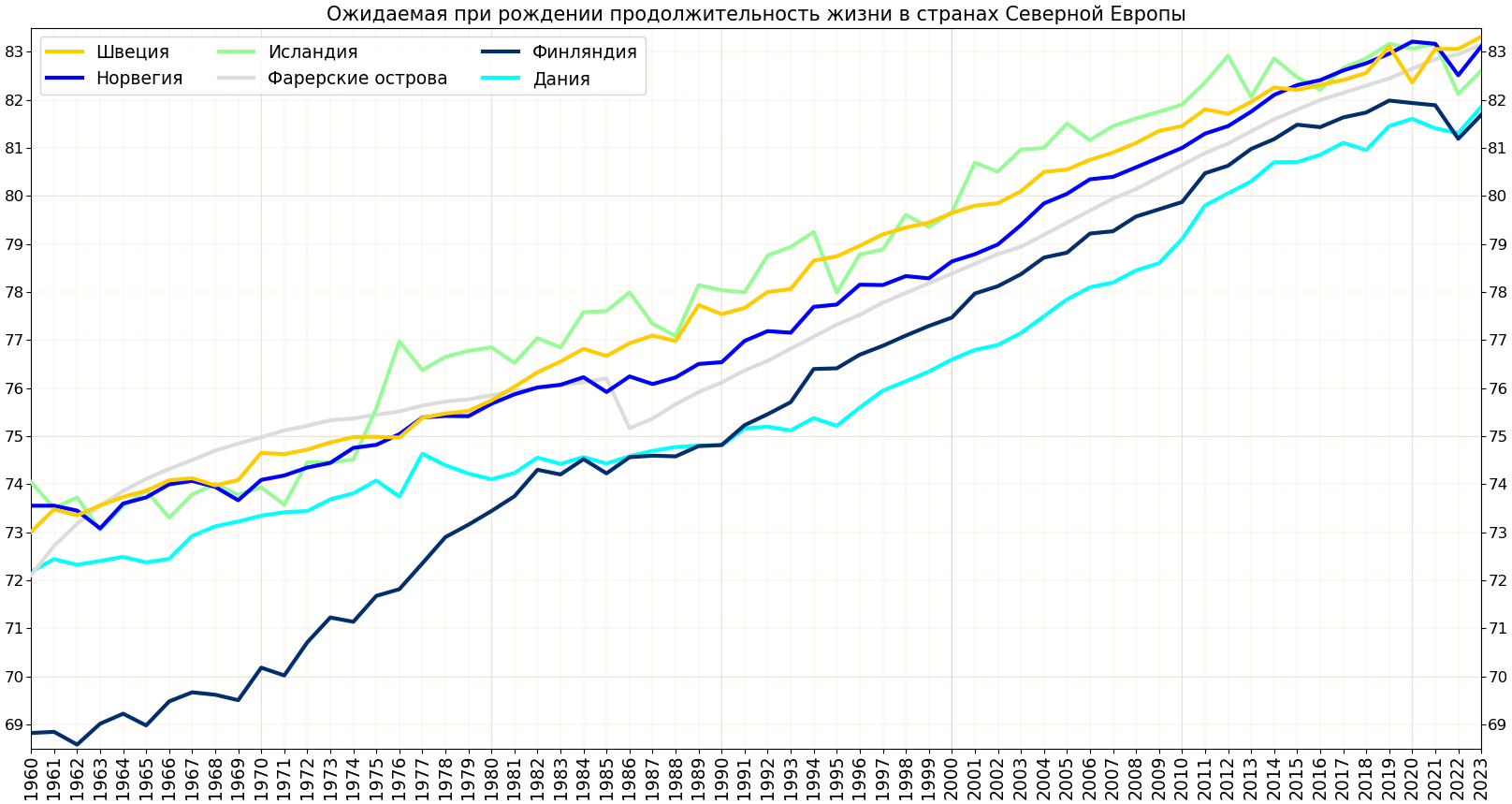
Ожидаемая продолжительность жизни в странах Северной Европы

Общая численность населения стран Северной Европы (по состоянию на 2018 г.) — около 27 млн чел. Основная часть населения проживает в южной части стран Северной Европы и у побережья. Наибольшая численность населения в Швеции (свыше 10 млн по состоянию на 2018 г.). Крупнейшие города — Стокгольм, Осло, Хельсинки и Копенгаген. Для стран Северной Европы характерен высокий уровень урбанизации. Например, в Швеции по состоянию на 2017 год данный показатель составил около 86 %.
Коренное население стран Северной Европы составляют шведы, датчане, норвежцы, исландцы, финны, саамы и гренландские эскимосы. Они говорят на языках германской группы индоевропейской языковой семьи (шведский, датский, норвежский, исландский, фарерский), финно-угорской группы уральской языковой семьи (финский, саамский) и эскимосско-алеутской языковой семьи (гренландский).

## Государственная и национальная символика
На государственных флагах всех стран Северной Европы изображён характерный «скандинавский крест», смещённый от центра влево. Самым первым флагом, на котором появился такой крест, является флаг Дании («Даннеброг»).
- Дания — конституционная монархия, использующая парламентскую систему.
  -   Гренландия — автономный регион в составе Королевства Дания.
  -   Фарерские острова — автономный регион в составе Королевства Дания.
- Исландия — парламентская республика.
- Норвегия — конституционная монархия, использующая парламентскую систему.
- Финляндия — парламентская республика.
  -   Аландские острова — шведоязычная автономная провинция в составе Финляндии.
- Швеция — конституционная монархия, использующая парламентскую систему.

Дания

Флаг Дании («Даннеброг»)
Герб Дании
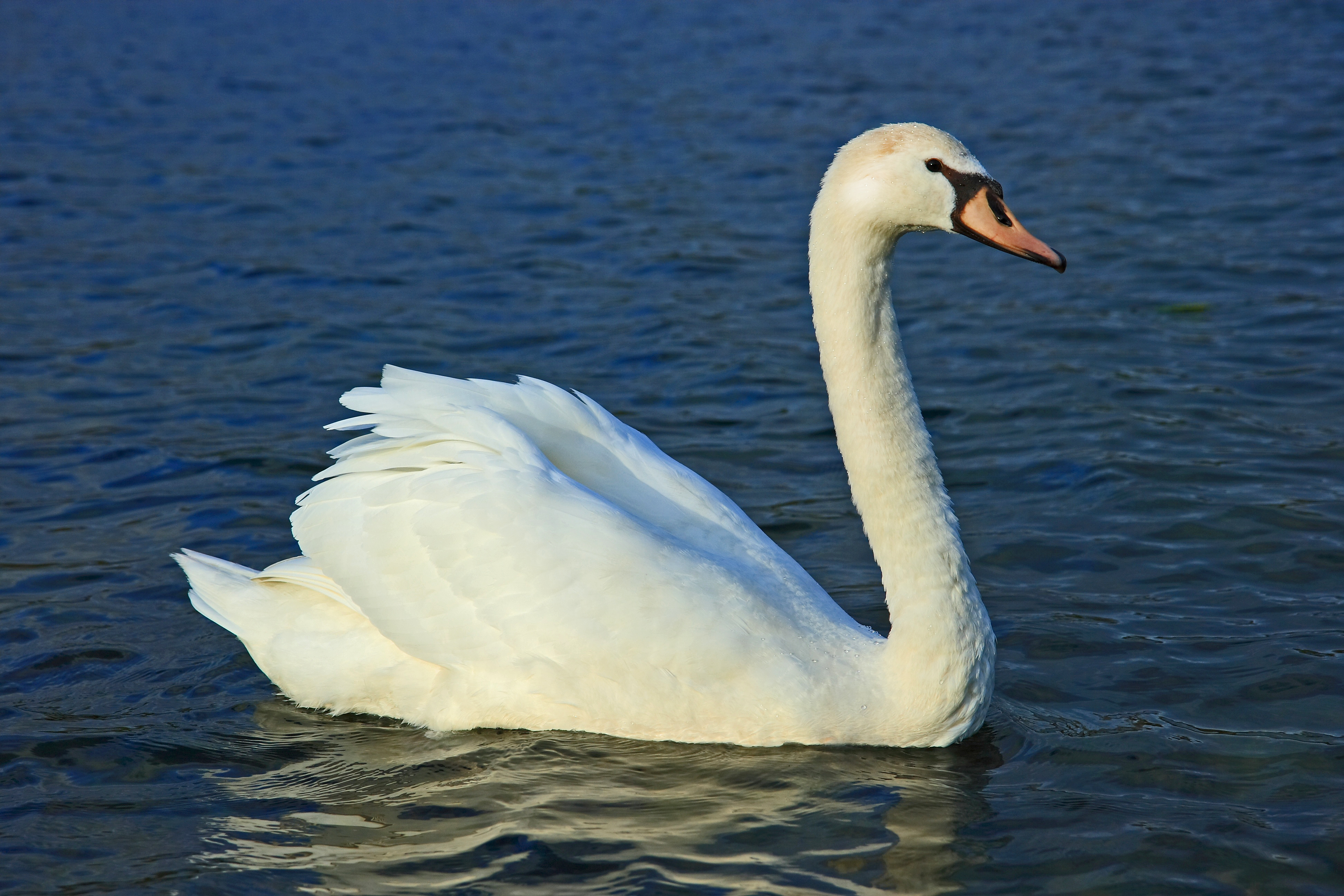
Лебедь-шипун, национальный символ Дании
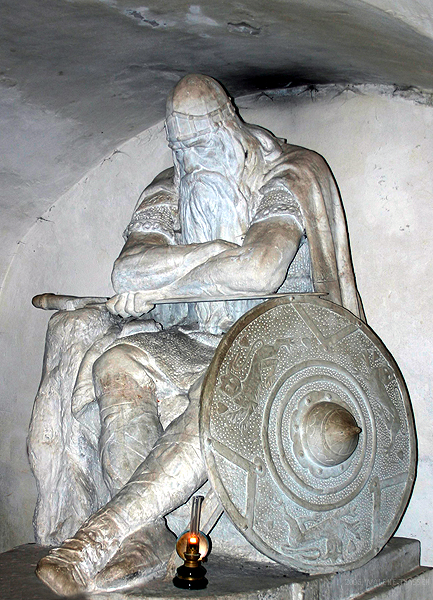
Статуя Ожье Датчанина в замке Кронборг

Исландия

Флаг Исландии
Герб Исландии
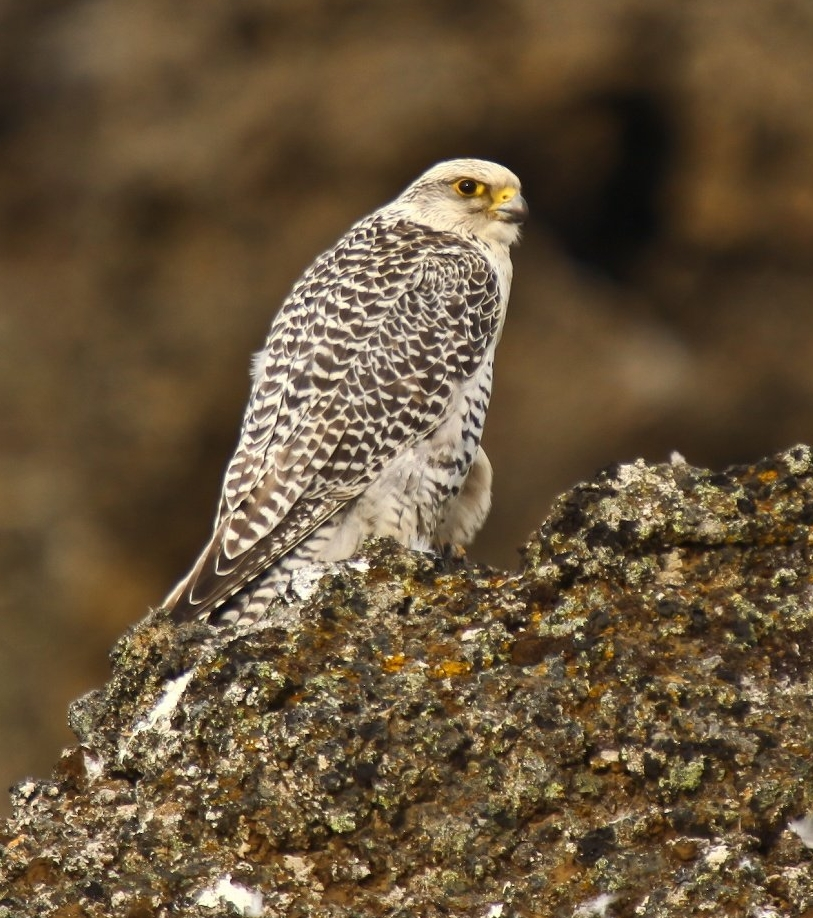
Кречет, национальный символ Исландии
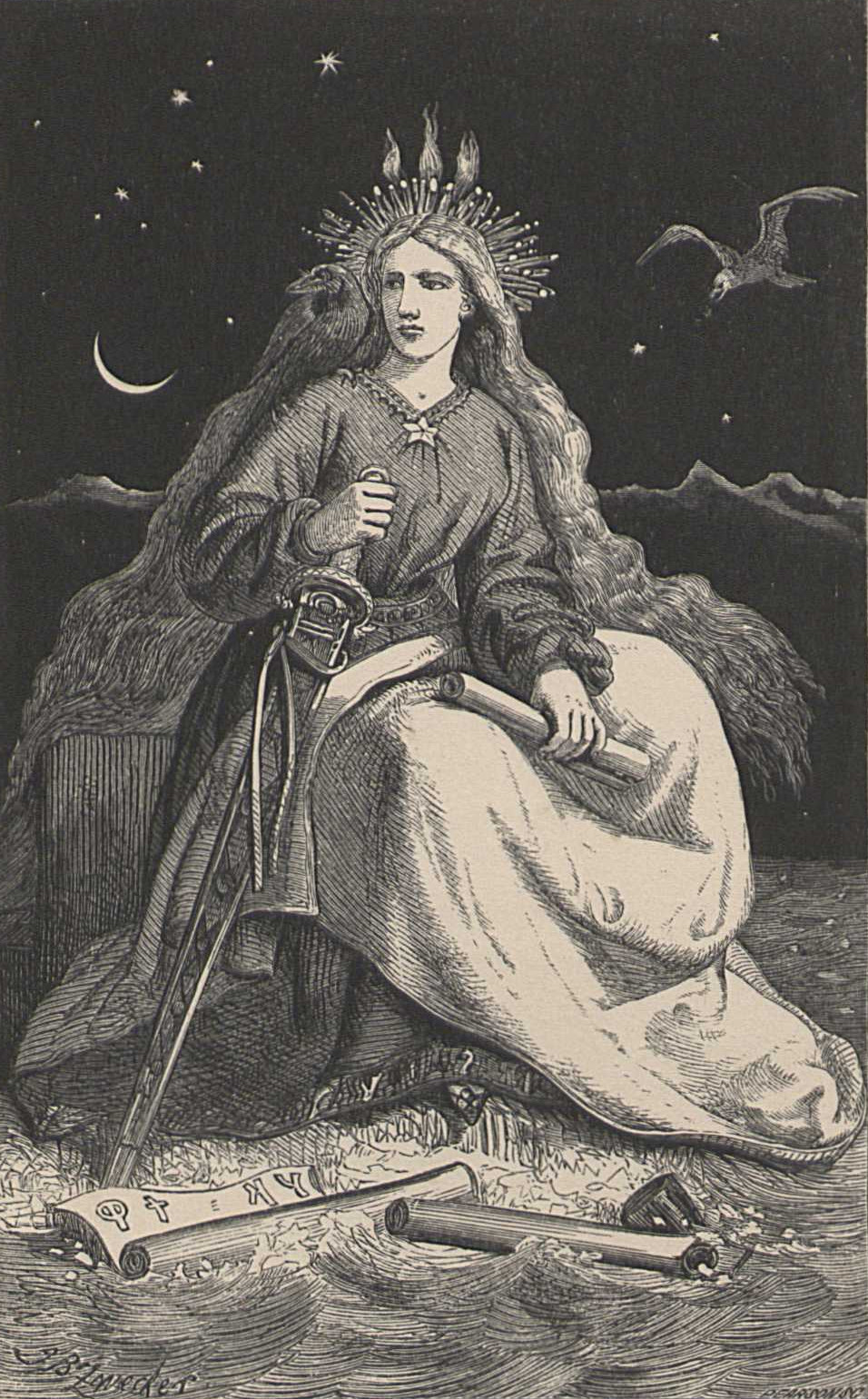
Фьяллконан, Повелительница горы

Норвегия

Флаг Норвегии
Герб Норвегии
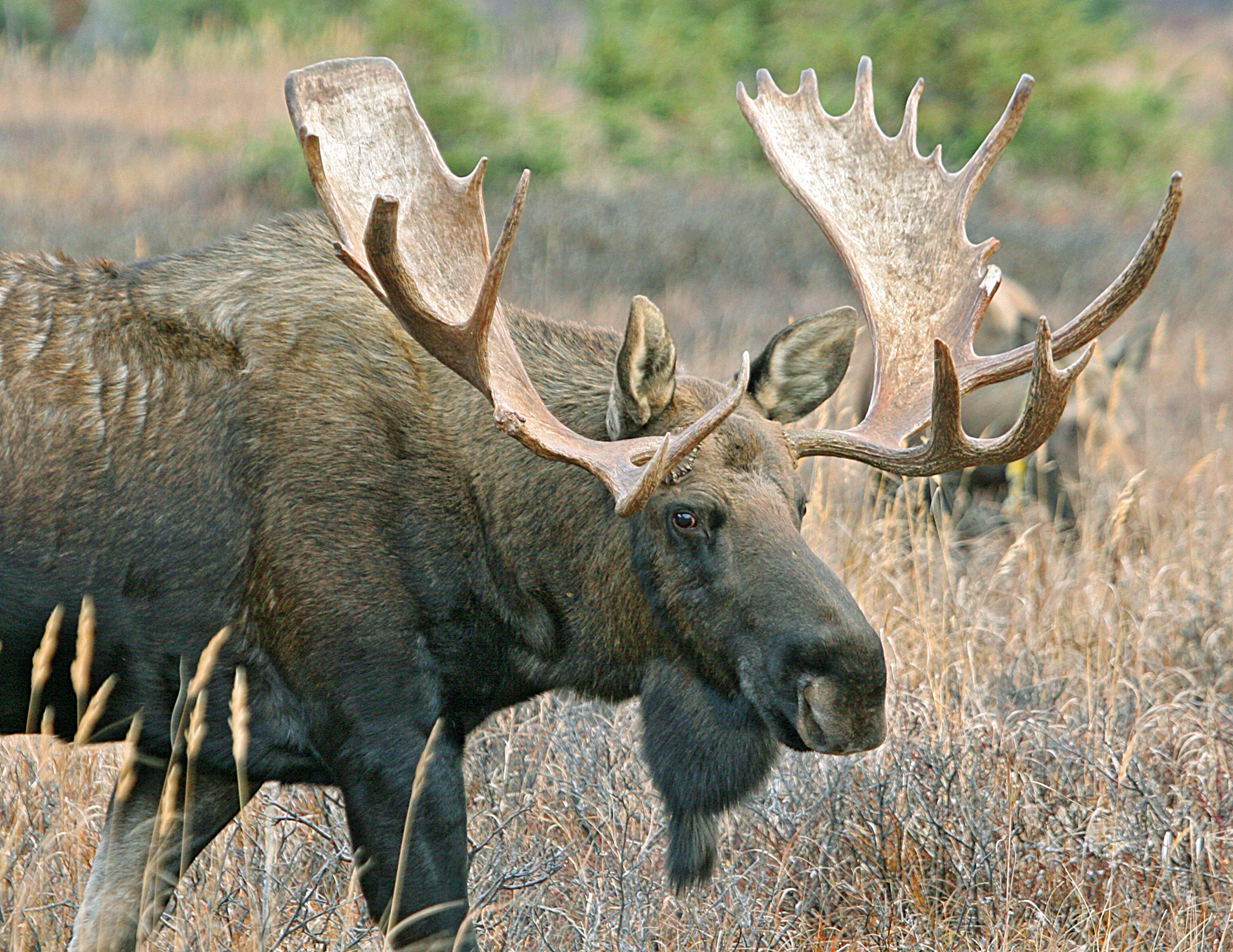
Лось, национальный символ Норвегии
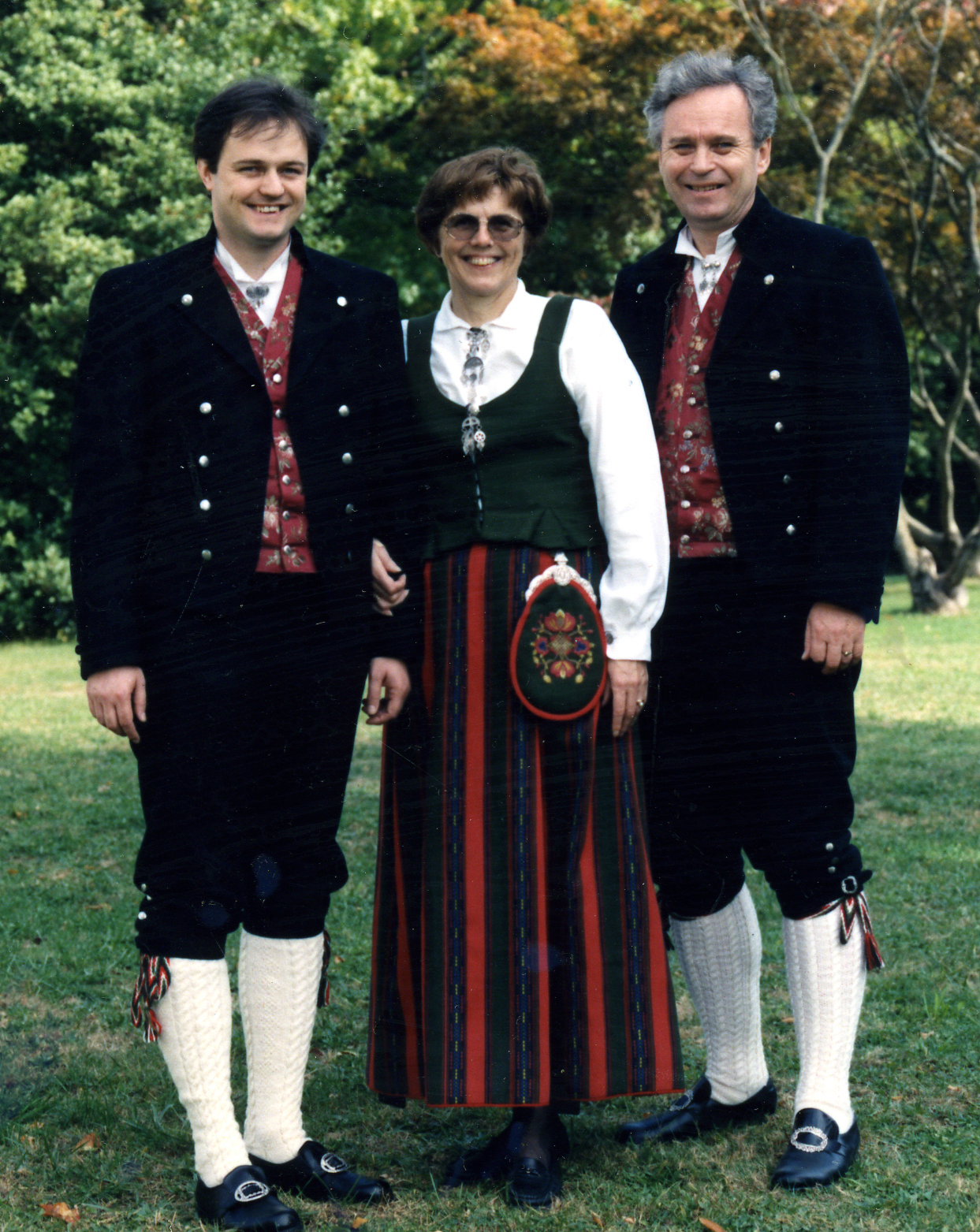
Норвежский народный костюм

Финляндия

Флаг Финляндии
Герб Финляндии
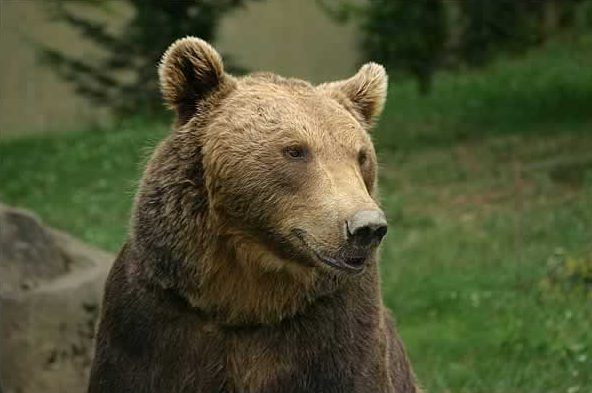
Бурый медведь, национальный символ Финляндии
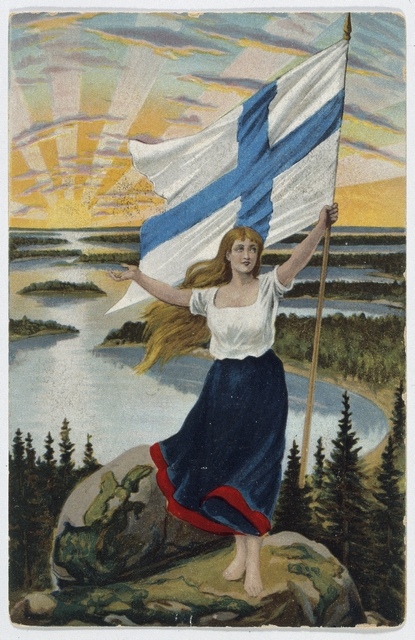
Дева Финляндия

Швеция

Флаг Швеции
Герб Швеции («Три короны»)
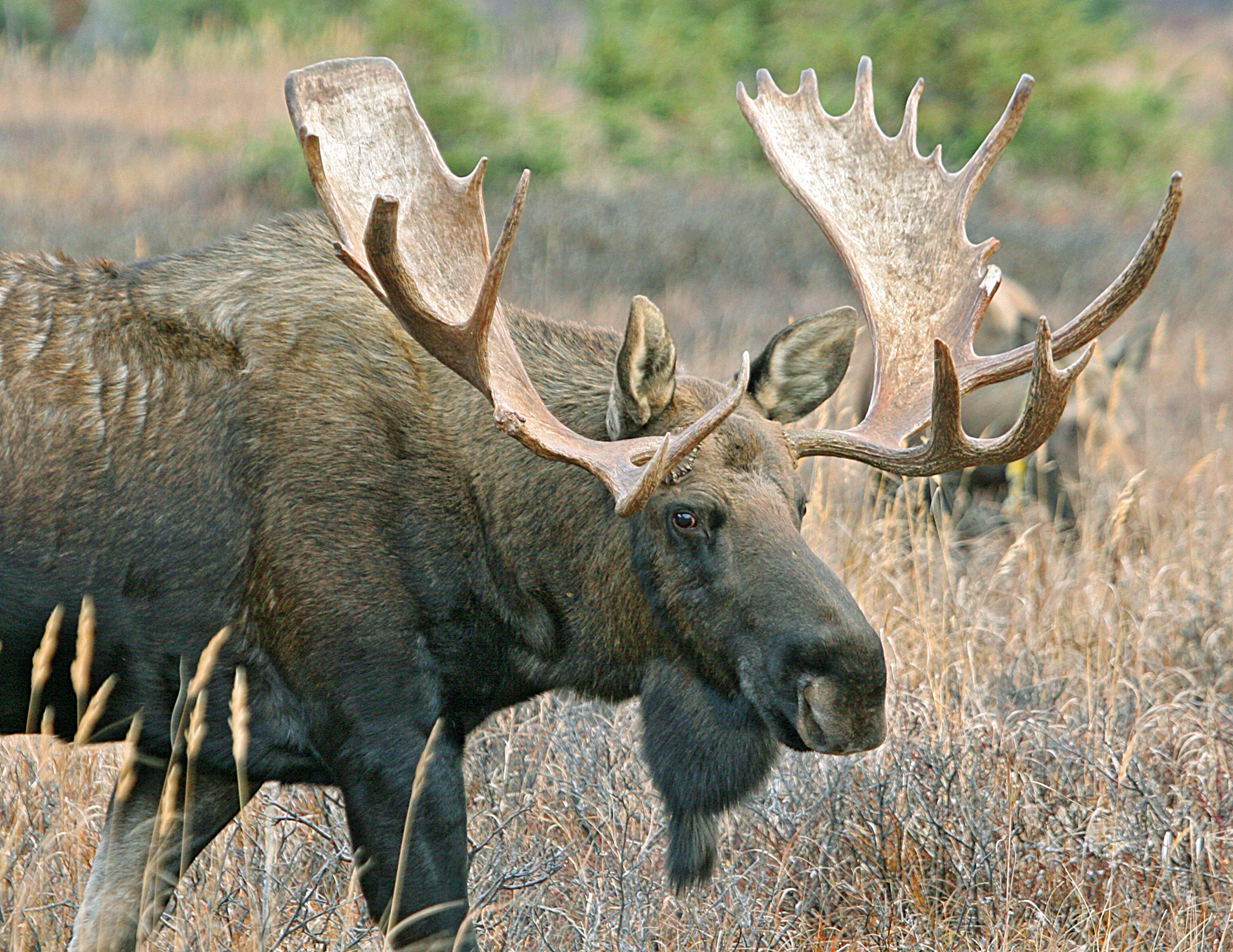
Лось, национальный символ Швеции
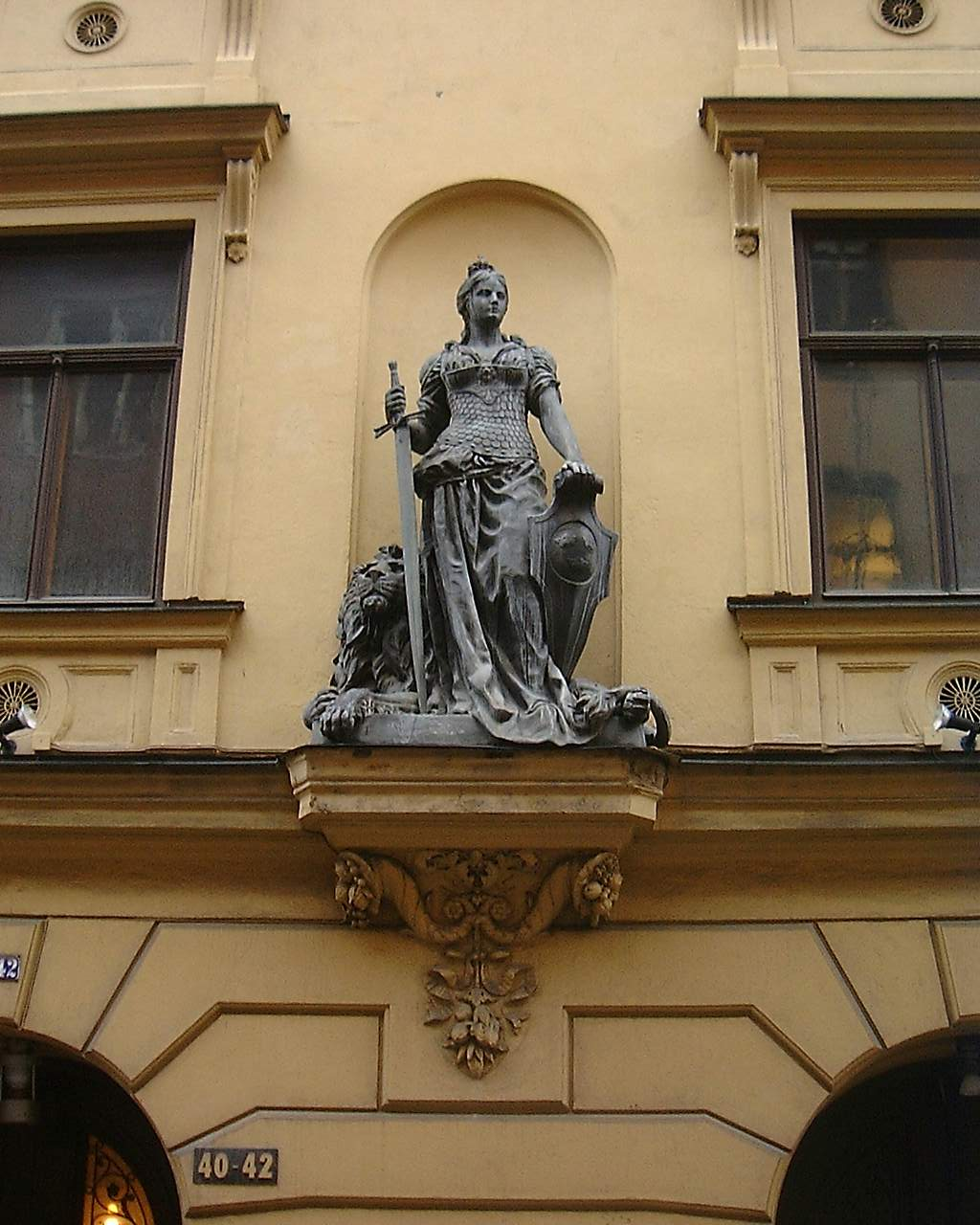
Мать Свея

## Паспортный и трудовой союз стран Северной Европы
Страны Северной Европы (за исключением Гренландии) образуют паспортный союз, созданный в 1954 году. Граждане стран-участниц союза могут свободно пересекать границы внутри союза, не предъявляя и даже не имея при себе паспорт (однако документы, удостоверяющие личность, иметь всё же необходимо), а также трудоустраиваться без получения разрешения на работу.

## Политические объединения и военное сотрудничество
Дания, Швеция и Финляндия входят в Евросоюз, в отличие от Норвегии и Исландии, которые членами Евросоюза не являются. Все страны Северной Европы входят в Совет Европы и Шенгенскую зону, однако шенгенские соглашения не распространяется на автономные области Дании (Фарерские острова и Гренландию) и норвежский архипелаг Шпицберген. Финляндия является единственной страной Северной Европы, входящей в Еврозону. Исландия, Дания и Норвегия имеют членство в НАТО с момента создания Североатлантического военного альянса в апреле 1949 года. Шпицберген и прилегающие воды являются общепризнанной демилитаризованной зоной. В мае 2022 года Швеция и Финляндия также подали свои заявки на вступление в НАТО. Для обоих государств это ознаменовало отказ от политики военного нейтралитета, которого они придерживались на протяжении многих десятилетий. Такой разворот во внешней политике стал реакцией на российское вторжение в Украину 24 февраля 2022 года. Швеция и Финляндия сочли, что действия России кардинально изменили вызовы и риски для их национальной безопасности. По мнению большинства граждан этих стран, прежнее положение нейтралитета более не способно обеспечивать гарантию ненападения. Вхождение Швеции и Финляндии в альянс стало одним из крупнейших геополитических последствий российского вторжения в Украину. Вступление Финляндии в НАТО состоялось 4 апреля 2023 года. Швеция вступила в НАТО 7 марта 2024 года. 

## Северный совет

Флаг Северного совета

Северный совет (дат.  и норв. Nordisk Råd, швед. Nordiska rådet, фин. Pohjoismaiden neuvosto) — организация, координирующая сотрудничество между парламентами стран Северной Европы. Совет был создан в 1952 году. Состоит из 87 парламентариев из Дании, Исландии, Норвегии, Финляндии и Швеции.
В качестве наблюдателей в Северный совет также входят страны Балтии — Литва, Латвия и Эстония.
Под эгидой Северного совета ежегодно вручаются четыре премии: за достижения в литературе, музыке, охране окружающей среды и кинематографии.

## Северный чемпионат по фигурному катанию
Северный чемпионат по фигурному катанию (швед. Nordiska Mästerskapen, англ. the Nordics) — ежегодный международный чемпионат по фигурному катанию, проводимый с 1919 года. До 2011 года проводился только среди представителей Дании, Исландии, Норвегии, Финляндии и Швеции. С 2011 года к участию среди взрослых допускаются спортсмены из всех стран, входящих в Международный союз конькобежцев.

## Терминология
Термин страны Северной Европы в вышеупомянутом значении (как культурно-географический регион, связанный со Скандинавией) не следует путать с Северной Европой в современном политико-географическом смысле (последний гораздо шире в своем значении и противопоставляется Южной и Восточной Европе). Так, согласно официальной классификации ООН, к Северной Европе (англ. Northern Europe) помимо указанных государств относят страны Прибалтики (Эстонию, Латвию, Литву), Великобританию и Ирландию.